# فرودگاه آنجرز – لوار
فرودگاه آنجرز – لوار (به انگلیسی: Angers – Loire Airport) (به زبان بومی: Aéroport de Angers - Loire) یک فرودگاه همگانی با کد یاتا ANE است که یک باند فرود آسفالت دارد و طول باند آن ۱۸۰۰ متر است. این فرودگاه در شهر آنژو کشور فرانسه قرار دارد و در ارتفاع ۵۹ متری از سطح دریا واقع شده است.